# Kamenná
Kamenná (deutsch Steine) ist eine Gemeinde in Tschechien. Sie liegt 13 Kilometer südlich von Šumperk und gehört zum Okres Šumperk.

## Geographie
Kamenná befindet sich am westlichen Fuße des Bradlo (Bradlstein, 600 m) und der Tří kameny (Dreistein, 558 m) in der Úsovská vrchovina (Ausseer Hügelland).
Nachbarorte sind Nedvězí im Norden, Obědné im Nordosten, Libina im Osten, Nová Hradečná und Lipinka im Südosten, Veleboř im Süden, Bezděkov u Úsova und Janoslavice im Südwesten, Rohle im Westen sowie Strupšín im Nordwesten.

## Geschichte
Die erste urkundliche Erwähnung des zur Burg Brníčko gehörigen Dorfes erfolgte 1385. Im Jahre 1446 gelangte Steine zusammen mit dem Gebiet Zálesí um Rohle zur Herrschaft Hohenstadt. Im Hufenregister von 1677 sind für das Dorf 17 Anwesen ausgewiesen. 1834 bestand Steine aus 60 Häusern und hatte 408 Einwohner. Neben der Landwirtschaft verdienten sich die Bewohner ein Zubrot durch Hausweberei und Fertigung von Netzen. Ab 1848 begann der örtliche Unternehmer Johann Anderlitschka schrittweise mit der Herstellung von Drahtgeflecht.
Nach der Aufhebung der Patrimonialherrschaften bildete Steine / Kamenná ab 1850 eine Gemeinde im Bezirk Hohenstadt. 1873 gründete Anderlitschka in Steine eine Drahtwarenfabrik. Im Jahre 1881 wurde eine Dorfschule eingerichtet, zuvor waren die Kinder nach Rohle eingeschult gewesen. Im Jahre 1900 lebten in den 64 Häusern des Dorfes 553 Menschen. 1908 entstand eine Kartonagenfabrik. 1930 lebten in der Gemeinde 449 Menschen, darunter waren 18 Tschechen.
Nach dem Münchner Abkommen wurde das Dorf 1938 dem Deutschen Reich angeschlossen und gehörte bis 1945 zum Landkreis Hohenstadt. 1939 hatte Steine 461 Einwohner. Nach dem Zweiten Weltkrieg erfolgten die Vertreibung der deutschen Bewohner und eine Neubesiedlung mit Tschechen.
1950 lebten in den 84 Häusern von Kamenná 367 Menschen. Zum Ende des Jahres 1960 wurde der Okres Zábřeh aufgelöst und die Gemeinde dem Okres Šumperk zugeordnet. Durch die Fabrik wuchs der Ort weiter an und bestand 2001 aus 92 Häusern mit 590 Bewohnern.

## Gemeindegliederung
Für die Gemeinde Kamenná sind keine Ortsteile ausgewiesen.

## Sehenswürdigkeiten
- Kapelle, errichtet 1757
- Kočičí skály (Katzensteine), Felsformation am Bradlo